# أماديس دي جاولا
أماديس دي جاولا (بالإسبانية: Amadís de Gaula) وتُعرف أيضًا باسم أماديس الغاليّ رواية إسبانية من روائع أدب القرون الوسطى الخيالية ومن أوائل وأشهر كتب الفروسية التي تناولت حياة الفروسية، حيث لاقت رواجًا وقبولًا واسعًا خلال القرن السادس عشر في شبه الجزيرة الإيبيرية. أصبحت مثالًا يُحتذى به في الروايات الفروسية اللاحقة واُعتبرت واحدة من أشهر الأنواع الأدبية وأكثرها رواجًا عند الإسبان في القرن السادس عشر.

## حبكة الرواية
تبدأ رواية أماديس دي جاولا، بعد مقدمة ذُكر بها أنه تم العثور على الكتاب في صندوق مدفون، بقصة حب في الخلسة بين الملك بييون دي جاولا والأميرة إليسينا من بريطانيا، والتي نتج عنها ميلاد طفل تركه وحيدًا في قارب. قام الفارس جانداليس بتربية الطفل وقد تحقق من أصله في غمرة بعض المغامرات الخيالية. تولت الساحرة أورجاندا مسئولية حماية الطفل، والتي لُقبت بالمجهولة لعدم ظهورها لا بوجها أو مظهرها الحقيقي.
أماديس هو بطل خيالي متواضع، تكشف طباعه الأرستقراطية وإحساسه المرهف بالعدالة عن تفسير عصر النهضة لفارس القرون الوسطى المثالي، خلال مبارزات الفروسية، ورقيات السحر والشعوذة، والصراع العنيف مع العمالقة والتنانين.

## معالجة أوبرالية للرواية
- أماديس (1684) لجون باتيست لولي.
- أماديس دي جاولا للفرنسي أندريه كاردينال دوستوشيه.
- أماديس دي جاولا للألماني جورج فريدريك هاندل.
- أماديس دي جاولا للألماني يوهان كريستيان باخ.
- أماديس للفرنسي جول ماسينيه.

## الترجمة إلى العربية
بدأ السيد عبد الظاهر غانم في ترجمة جزء من القصة إلى اللغة العربية، لكنه توفي قبل إكمال المهمة. ليتمها بعده صبري محمدي التهامي زيدان، ونُشرت القصة في جزئين.